# Mattafix
Mattafix são uma duo britânica,  constituído por Marlon Roudette e Preetesh Hirji. A sua música é uma fusão entre o Hip hop, rap e R&B.  Ganharam o Sopot International Song Festival, em 2006.

## Biografia
Marlon Roudette nasceu em Londres e cresceu na ilha caribenha de São Vicente e Granadinas com a sua mãe e irmã depois de se mudarem para lá quando ele era apenas uma criança. Preetesh Hirji nasceu em Londres, filho de pais indianos.

## Carreira musical

### 2005 - 2006:Signs of a Struggle
Mattafix lançaram o seu primeiro single "11.30 (Dirtiest Trick in Town)" como edição limitada pela Buddhist Punk Records a 13 de Janeiro de 2005. Contudo a canção nunca entrou em nenhuma tabela musical.
O segundo single, "Big City Life", foi lançado através da EMI a 8 de Agosto de 2005. 
Sendo mais considerável do que o primeiro lançamento, atingiu a décima quinta posição no UK Singles Chart e o topo na Alemanha, Polónia, Áustria, Itália, Suíça e Nova Zelândia. 
Foi também bem sucedido em mais alguns dos países da Europa, alcançando o top 20. Foi incluindo na banda sonora do jogo electrónico, FIFA World Cup Germany 2006, desenvolvido pela EA Sports. 
Signs of a Struggle recebeu críticas positivas e teve alguma margem de mercado em alguns países da Europa durante 2006.
A dupla auxiliou as digressões de Jem e Joss Stone no Reino Unido para promover o seu álbum, e ainda abriu uma das actuações de Sting em Milão, para mais de 100,000 pessoas. 
O quarto single, "To & Fro", foi lançado a 13 de Março de 2006, apenas em formato digital no Reino Unido.

### 2007 - presente:Rhythm & Hymns
A 7 de Setembro de 2007, Mattafix lançaram o primeiro single, "Living Darfur", para promover o segundo álbum de estúdio Rhythm & Hymns. 
Foi lançado fisicamente a 22 de Outubro de 2007.
A faixa fez parte da campanha para salvar Darfur. Trabalhando com diversas agências humanitárias da região, a banda filmou o vídeo musical para a canção no campo de refugiados do local.
O álbum foi lançado a 23 de Novembro de 2007 na maioria dos países da Europa. Na Austrália, foi lançado a 17 de Novembro de 2007. 
Mattafix fizeram uma versão misturada de "Eh, Eh (Nothing Else I Can Say)", canção de Lady Gaga. Esse remix apareceu no EP da cantora no iTunes.